# Anthony Phelps
Pour les articles homonymes, voir Phelps.
Anthony Phelps est un écrivain haïtien né à Port-au-Prince le 25 août 1928 et mort à Montréal le 11 mars 2025 à l'âge de 96 ans.

## Biographie
Phelps est né à Port-au-Prince le 25 août 1928. Il a effectué ses études primaires et secondaires à l’institution Saint-Louis-de-Gonzague. Il séjourne au New Jersey (États-Unis) deux ans pour étudier la chimie à l'université Seton Hall puis un an au Canada où il étudie la photographie et la céramique à l’École des beaux-arts de Montréal. Durant la même période, il découvre l’écriture radiophonique avec le romancier Yves Thériault.
De retour à Port-au-Prince, son « lieu fondamental », Phelps est mis en contact avec René Philoctète en novembre 1961. Lors d'une soirée de lecture de poèmes, il est intégré au groupe de poètes Samba, lequel regroupait, outre Philoctète et lui-même, Villard Denis (en), Serge Legagneur, Roland Morisseau et Auguste Ténor.
Parallèlement aux lectures de poèmes avec Samba, il fonde, toujours en 1961, avec l'aide de deux de ses beaux-frères, la station Radio Cacique, un espace éducatif et culturel qui a aussi permis aux poètes de se rassembler et de créer. Quelques mois après avoir intégré Samba, le groupe prend le nom d'Haïti Littéraire, en référence aux revues Haïti littéraire et sociale (1905-1907) et Haïti littéraire et scientifique (1912-1913). Phelps participe à la création de deux revues : Prisme, une revue sonore, et Semence, une revue littéraire.

Le travail de création d'Haïti Littéraire se fait en marge des politiques dictatoriales du régime politique de François Duvalier. Anthony Phelps dit à ce sujet :

« En formant Haïti-littéraire, on voulait se démarquer en poésie de ce qu'avaient fait nos ainés, et de la négritude. Pour nous, la négritude ne pouvait pas être haïtienne, parce que nous avions déjà franchi cette étape. Nous avons rejeté cette idéologie, Duvalier a transformé la négritude en idéologie raciste, anti-mulâtre et anti tout ce qui était contre lui. On a dû négocier, on ne pourrait pas écrire un poème et dire des choses qui pourraient choquer le gouvernement. Cela nous a appris à maîtriser notre écriture, à apprendre le plus de mots. Plus tu connais de mots, plus tu peux écrire des choses intéressantes. Ça a continué. Puis j'ai été arrêté. J'ai passé trois semaines au bureau de la police. »

### Arrivée à Montréal
Après ce séjour en prison, Phelps s'exile quelque temps à Philadelphie, en Pennsylvanie, avant qu'Yves Thériault ne vienne le chercher pour l'encourager à vivre au Québec. Il arrive ainsi à Montréal en mai 1964 ; il est le premier d'Haïti Littéraire à s'exiler.
À l’automne de 1965, Phelps participe aux lundis du Perchoir d’Haïti, des rencontres hebdomadaires entre poètes haïtiens exilés auxquelles certains poètes québécois participeront, dont Nicole Brossard, Paul Chamberland et Gaston Miron.
En 1967, après avoir travaillé dans le milieu théâtral, Anthony Phelps devient journaliste pour Radio Canada. C'est à partir de la même période qu'il commence à enregistrer ses textes.
Phelps prend sa retraite de Radio Canada en 1985 afin de se consacrer presque exclusivement à l’écriture. Après le départ de Jean-Claude Duvalier en 1986, Phelps retourne séjourner quelques fois en Haïti, où il renoue avec les communautés locales.
Anthony Phelps est mort le 11 mars 2025, d'après un communiqué des Éditions Bruno Doucey relayé par Radio-Canada.

## Œuvres

### Poésie
- Été... Couverture et illustrations de Grace Phelps en collaboration avec l'auteur. Port-au-Prince, Impr. N. A. Théodore, coll. « Samba », 1960, 31 p.
- Présence. Illustrations de Luckner Lazard. Port-au-Prince, Haïti Littéraire, coll. « Haïti Littéraire » 1961, 11 p.
- Éclats de silence. Port-au-Prince, Art Graphique Presse, coll. « Haïti Littéraire », 1962, 50 p.
- Points cardinaux. Montréal, Holt, Rinehart et Winston, 1966, 60 p.
- Motifs pour le temps saisonnier. Paris, P. J. Oswald, 1976, 88 p.
- La Bélière caraïbe. Montréal, Nouvelle Optique, 1980, 132 p.  (ISBN 2890170055)
- Même le soleil est nu. Montréal, Nouvelle Optique, 1983, 53 p.  (ISBN 289017039X)
- Orchidée nègre. Montréal, Triptyque, 1987, 103 p.  (ISBN 2890310469)
- Les Doubles Quatrains mauves. Port-au-Prince, Éditions Mémoire, 1995.
- Immobile voyageuse de picas et autres silences. Montréal, CIDIHCA, 2000, 110 p.  (ISBN 2-89454-115-5)
- Femme Amérique. Trois-Rivières, Écrits des Forges / Marseilles, Autre Temps, 2004, 56 p. (ISBN 978-2-89046-880-1 et 978-2-84521-190-2)
- Une phrase lente de violoncelle. Montréal, Éditions du Noroît, 2005, 75 p.  (ISBN 2-89018-556-7)
- Mon pays que voici. Montréal, Mémoire d'encrier, 2007 (1re éd., Mon pays que voici, suivi de Les Dits du fou-aux-cailloux, P. J. Oswald, 1968), 165 p.  (ISBN 978-2-923153-67-4)
- Une plage intemporelle. Montréal : Éditions du Noroît, 2011.  (ISBN 978-2-89018-731-3)
- Nomde je fus de très vieille mémoire. Paris, éditions Bruno Doucey, 2011, 228 p. (ISBN 978-2-36229-023-7)
- L'araignée chiromancienne. Trois-Rivières, Éditions d'art Le Sabord, 2012, 50 p.  (ISBN 9782924085028)
- Je veille, incorrigible féticheur, Paris, éditions Bruno Doucey, 2016, 129 p.  (ISBN 978-2-36229-104-3)
- Au souffle du vent-poupée, Paris, éditions Bruno Doucey, 2017 avec des peintures d'Iris Geneviève Lahens, 110 p.  (ISBN 978-2-36229-164-7)

### Romans
- Moins l'infini, roman haïtien. Montréal, CIDIHCA, 2001 (1re éd., Éditeurs Français Réunis, 1973), 217 p.  (ISBN 9782894540640)
- Mémoire en colin-maillard. Paris, Temps des cerises, 2015 (1re éd., Éditions Nouvelles Optique, 1976), 111 p. (ISBN 978-0-88579-002-9)
- Haïti ! Haïti ! (avec Gary Klang). Montréal, Libre Expression, 1985.
- La Contrainte de l'inachevé. Montréal, Leméac, 2006, 204 p. (ISBN 978-2-7609-3279-1)
- Des fleurs pour les héros. Paris, Temps des cerises, 2013, 216 p.  (ISBN 9782841099795)

### Nouvelles
- Le mannequin enchanté : nouvelles. Montréal, Leméac, 2009, 114 p. (ISBN 978-2-7609-3309-5)

### Théâtre
- Le Conditionnel. Montréal, Holt, Reinhart et Winston, 1968, 80 p.

### Contes pour enfants
- Et moi, je suis une île. (Moly, le petit poisson rouge ; La Poupée à la chevelure de soleil ; Et moi, je suis une île ; La Roue vagabonde) Montréal, Bibliothèque québécoise, 2013 (1re éd., Leméac, coll. « Francophonie vivante », 1973), 75 p. (ISBN 978-2-89406-318-7)

### Autres publications
- Image et Verbe. (Trente collages d'Irène Chiasson, accompagnés de poèmes de François Piazza, Anthony Phelps, Yves Leclerc, Raymond Charland. Préface de Robert Klein.). Longueuil, Image et verbe éditions, 1966.
- Paul Laraque : vingt ans sous les drapeaux entre Marx et Breton. (Entretiens) Montréal, Productions Caliban, 2004, 127 p. (ISBN 2-9808716-0-5)
- D'une lettre à l'autre. Abécédaire. Poèmes et illustrations de 28 poètes et 28 peintres. Trois-Rivières, Presse Papier et Écrits des Forges, 2005.
- Joutes internationales Pixel. Coffret de poèmes et dessins réalisés par 10 poètes et 10 peintres lors du Festival international de poésie de Trois-Rivières 2003. Trois-Rivières, Presse Papier, 2005.

## Discographie
- Mon Pays que voici, poème d'Anthony Phelps dit par l'auteur. Montréal, 1966; disque CD 2000, 2005.
- Les Araignées du soir, poème d'Anthony Phelps dit par l'auteur. Montréal, 1967.
- Terre-Québec. Poèmes de Paul Chamberland. Montréal, 1968.
- Pierrot le Noir. Poèmes de Jean-Richard Laforest, Émile Ollivier, Anthony Phelps. Avec des chansons de transition de Toto Bissainthe. Montréal, 1968; disque CD 2005.
- Motifs pour le temps saisonnier. Textes d'Anthony Phelps. Montréal, 1975.
- Raymond Chassagne dit par Anthony Phelps. Musique de transition : Claude Dauphin. Montréal, 1975.
- Anthony Phelps. Poésie/Poesia. Palabra de esta América. La Havane : Casa de las Américas, 1979.
- Poètes d'Haïti. Raymond Chassagne & René Philoctète. Montréal, 1982.
- Quatre Poètes d'Haïti : Davertige, Legagneur, Morisseau, Phelps. Montréal, 1982.
- Orchidée nègre. Textes d'Anthony Phelps. (Cassette) Montréal, 1992.
- Paroles vives. Textes de Georges Castera. (Cassette) Montréal, 1993.
- Les Beaux Poèmes d'amour d'Haïti-littéraire dits par Anthony Phelps (Davertige, Legagneur, Morisseau, Philoctète, Phelps). CD. Pétion-Ville, Haïti, 1997.
- Incantatoire, poèmes de Raymond Chassagne dits par Anthony Phelps et Boris Chassagne. Musique d'Oswald Durand. Montréal, 2003.

## Films et vidéos
- Aube noire. Film, 20 minutes. Montréal, InformAction, 1980.
- Planète créole. Vidéo, 30 minutes. (Série 1366 no 004)  Montréal, Radio Québec, 1980.
- Planète créole. Vidéo, 30 minutes. (Série 1366. no 006)  Montréal, Radio Québec, 1980.
- Et négriers d'eux-mêmes. Film, 57 minutes. Montréal, Productions Pierre Nadeau, 1981.
- Mercenaires en quête d'auteurs. Film. 87 minutes. Montréal, Productions InformAction, 1981.
- Zone de turbulence. Film, 80 minutes. Montréal, Productions InformAction, 1985.
- Spécial Anthony Phelps. Vidéo, 60 minutes. Télé nationale d'Haïti, septembre 1986.
- Les Îles ont une âme. Film, 29 minutes  Montréal : Productions InformAction, 1988.
- L'Homme qui plantait des arbres. Film d'animation de Frédéric Bach. 29 minutes. Productions ONF/Radio Canada. Version créole : Montréal : InformAction, 1990.
- Entretien avec Josaphat-Robert Large. Vidéo en 3 parties. 15 minutes sur YouTube :youtube.com Production Edition La Jérémienne, New York, 2009

## Réception critique
Phelps a publié dix-huit recueils de poèmes, quatre romans, un recueil de nouvelles, deux pièces de théâtre et un recueil de conte. Ses œuvres ont notamment été traduites en anglais, espagnol, italien, japonais, russe et ukrainien.
Anthony Phelps enregistre son premier poème, Mon pays que  voici, sous l'étiquette des Disques Coumbite. Le même poème est publié en 1968, suivi de Les Dits du fou-aux-cailloux, publié à compte d'auteur chez Pierre-Jean Oswald. La réception du recueil vaudra à Phelps de connaître une certaine notoriété, et d'être comparé à Aimé Césaire et Pablo Neruda.
Son premier roman, Moins l'infini, paru aux Éditeurs français réunis en 1973, porte sur la violence vécue sous le régime Duvalier. Michel Beaulieu, dans un commentaire écrit en 1977 dans la Nouvelle barre du jour, qualifie le texte de chaleureux bien qu'il s'agisse d'une fiction « d'autant plus subversive qu'elle repose sur des données de base vérifiables. Quiconque a entendu parler de ce qui se passe en Haïti sera sans doute horrifié par ce livre qui s'inscrit dans l'un des courants les plus puissants de la littérature qui se fait en dessous des États-Unis.»
Son second roman, Mémoire en colin-maillard, publié en 1976, est accueilli tout aussi favorablement. Dans sa critique, François Ricard considère que « [le livre tient] aussi bien à la densité et à la richesse de l'écriture qu'à la peinture saisissante qui y est faite du milieu social et politique d'Haïti ».
En 1980, il réalise son premier film, Aube noire, un court-métrage de vingt minutes. Il expérimentera avec le médium cinématographique jusqu'au début des années 1990.
Lors du forum « Encore noir, littérature et communauté noire » le 2 février 2001, le ministère des Relations avec les citoyens et de l'immigration du Québec remet à Phelps une plaque hommage pour son œuvre.
Le 21 mars 2016, lors de la Journée mondiale de la poésie, la ville de Montréal rend hommage à Phelps pour la qualité de son œuvre,.

## Prix et honneurs
- 1980 : Prix Casa de las Américas, pour La Bélière caraïbe[12].
- 1985 : Prix Casa de las Américas, pour Orchidée nègre[12].
- 2012 : Prix Poésie, 14e Salon international du livre insulaire de Ouessant, pour Nomade je fus de très vieille mémoire[13].
- 2014 : Prix de Poésie Gatien-Lapointe - Jaime-Sabines, pour Femme Amérique[14].
- 2016 : Prix Carbet de la Caraïbe et du Tout-Monde pour l'ensemble de son œuvre[15].
- 2017 : Grand Prix de Poésie de l'Académie Française, pour l'ensemble de son œuvre poétique[16].
- 2018 : Grand Prix de la Société des gens de lettres de France, pour Au souffle du vent-poupée[17].
- 2019 : Nommé membre d'honneur de l'Union des écrivaines et des écrivains québécois, Canada[18].